# 스티븐 소스

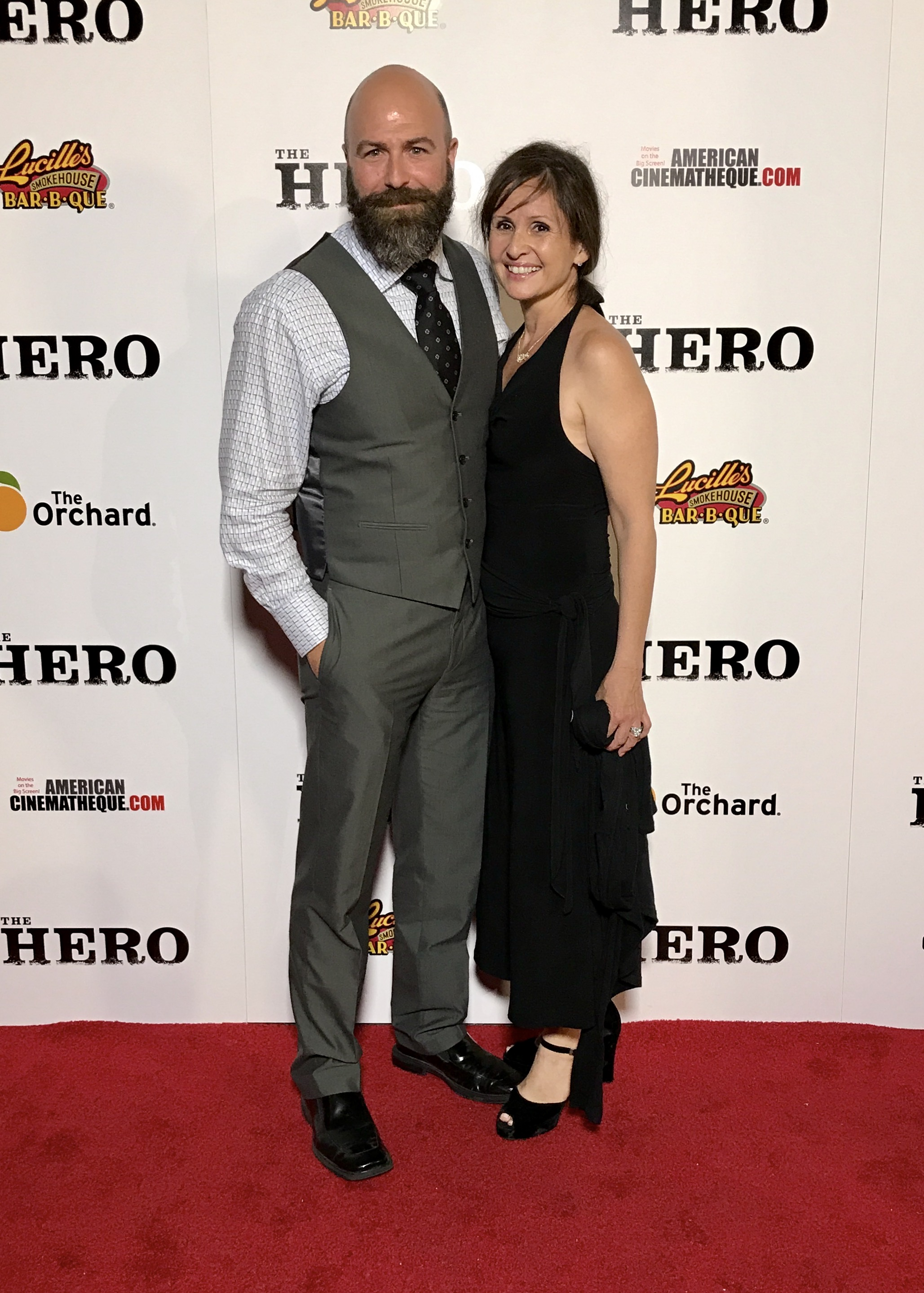

스티븐 소스(Stephen Saux, 1972년 4월 2일 ~ )는 미국의 배우, 텔레비전 배우이다.
슈리브포트에서 태어났다.

## 영화
- 괜찮아 (2015년)
- 리턴 투 바빌론 (2013년)
- 더 오피스 1 (2005년)
- 어텐던트 (2004년)
- 어 크랙 인 더 플로어 (2001년)